# Софроний (Вулпеску)
Епископ Софроний (рум. Episcopul Sofronie, в миру Штефан Вулпеску, рум. Ștefan Vulpescu; 9 февраля 1856, Лупшану — 6 сентября 1923, Бухарест) — епископ Румынской православной церкви, епископ Рымникский.

## Биография

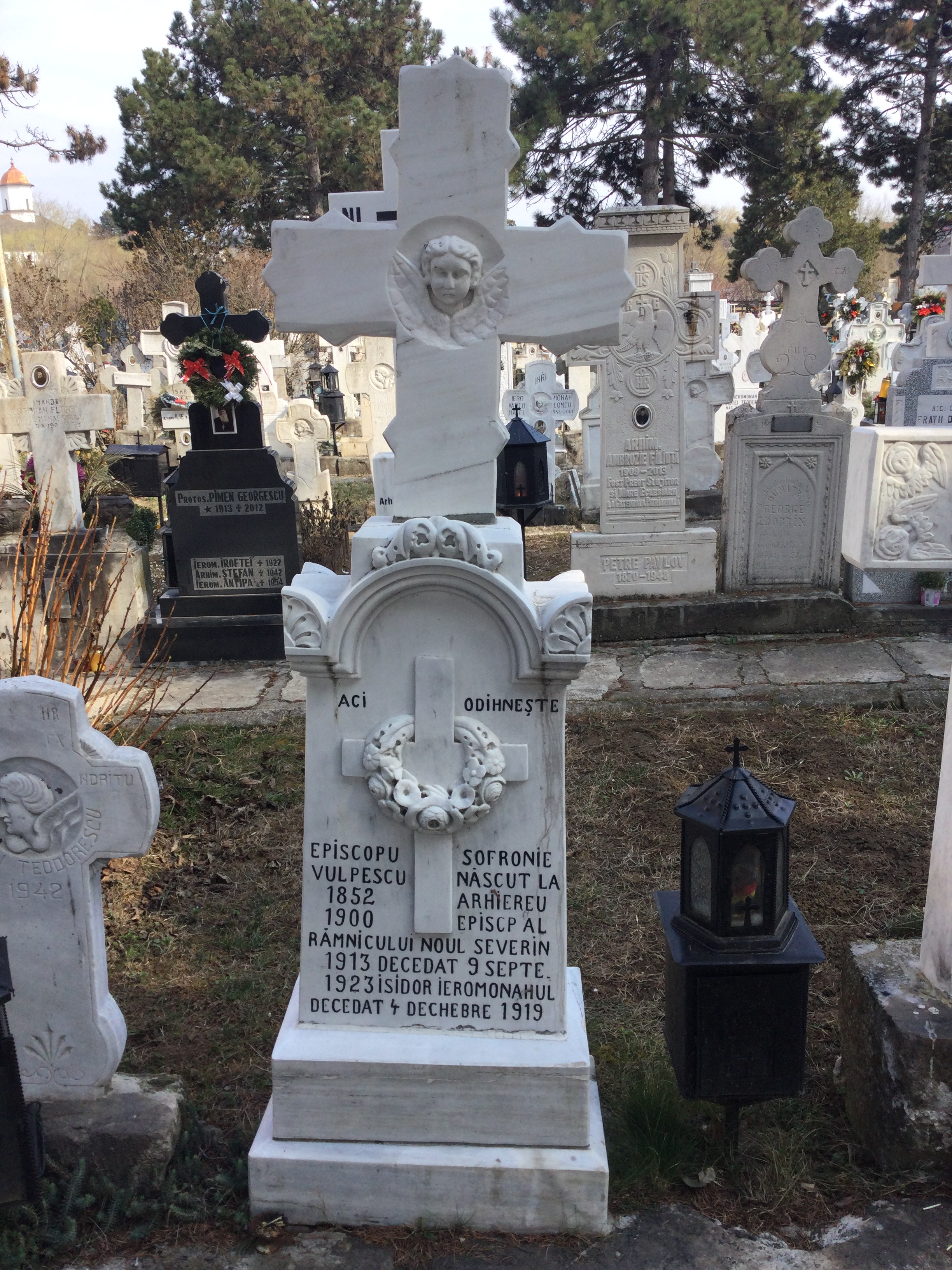
Надгробие епископа Софрония в Монастыре Черника

Родился 9 февраля 1856 в Лупшану, жудец Кэлэраши, он учился в семинарии Нифон в Бухаресте с 1873 по 1877 год.
6 декабря 1878 года он женился. 24 марта 1879 года был рукоположен в сан диакона, а и 25 мая — во священника. С 1879 по 1886 год он был учителем в своей родной деревне, а затем был приходским священником и субпротореем в Борче до 1889 года.
4 марта 1882 года он остается вдовцом и возобновляет высшее образование в «Центральной» семинарии в Бухаресте в 1890 году, которую он заканчивает в 1893 году, после чего в ноябре он принимает монашескую скиму в Монастыре Черника. Затем учился на богословском факультете Бухарестского университета (1894—1898). Был певчим в новой церкви Святого Спиридона (1890—1893) и священником в кафедральном соборе Румынской митрополии (1893—1900).
Он стал монахом в 1893 году, приняв имя Софроний. 18 мая 1900 года рукоположен по епископа Олтенского, викария Рымникской епархии.
После смерти епископа Геннадия (Джорджеску) в конце 1912 года он временно возглавил епархию. 5 мая 1913 года он был избран епископом Рымникским. 16 июня того же года он был возведён на престол.
В мае 1917 года, во время Первой мировой войны, немецкие военные власти, оккупировавшие тогда южную Румынию, поместили его под домашний арест в Монастырь Кея, за которым последовали монастыри Яломичоара и Кэлдэрушани. В 1918 года, после подписания Бухарестского мирного договора, он подал прошение об отставке румынским властям. 8 июня 1918 уволен на покой с местопребываенеим в Яссах. Когда Олтения попала под немецкую оккупацию, Софроний не поехал в Яссы и не остался на своей кафедре, вместо этого надеясь сохранить своё положение при оккупантах, как только ситуация уляжется. Его позиция была осуждена как немцами, которые арестовали его и выслали, так и митрополитом Кононом (Арэмеску-Доничем), который в сентябре 1917 года написал, что, начиная с прошлой осени, Софроний отсутствовал в течение нескольких месяцев без его разрешения и без надлежащего отпуска, прежде чем был задержан. Находясь в немилости у временных властей и обвиняемый митрополитом, а также политическим руководством, отставка была его единственным жизнеспособным вариантом. Он провёл остаток своей жизни в Бухаресте и был похоронен в Монастыре Черника. Во время бегства румынских властей в Яссы он стал жертвой двух печально известных грабителей, сбежавших из тюрьмы во время беспорядков, «Тата Мошу» и «Калапод». Пара украла его митру, кресты, драгоценности и около 15 000 леев, которые затем разделили. Часть денег была похоронена вместе с митрой, после того как с нее сняли драгоценные камни.